# Icaridion nigrifrons
Icaridion nigrifrons är en tvåvingeart som först beskrevs av Lamb 1909.  Icaridion nigrifrons ingår i släktet Icaridion och familjen tångflugor. Inga underarter finns listade i Catalogue of Life.